# Првенство Јужне Америке у фудбалу 1917.
Првенство Јужне Америке 1917.  је било друго издање овог такмичења, сада познатог по имену Копа Америка. Турнир је одржан у Монтевидеу, Уругвај од 30. септембра до 14. октобра 1917. године. Домаћин, репрезентација Уругваја, је одбранио титулу победом против репрезентације Аргентине са 1:0 у задњој утакмици такмичења. Најбољи стрелац првенства је био репрезентативац Уругваја Анхел Романо са четири постигнута гола.

## Формат такмичења
Није било квалификација за првество пошто је учествовало само четири репрезентације Аргентина, Бразил, Чиле и Уругвај. Постојала је само једна група и сви су играли по једну утакмицу по систему свако против свакога. Играло се по бодовном систему, два поена за победу, један поен за нерешено и нула поена за пораз. Победник је била репрезентација са највише освојених поена.

## Учесници
1.  Уругвај

2.  Аргентина

3.  Чиле

4.  Бразил

## Град домаћин
Све утакмице су одигране на стадиону Парк Переира у Монтевидеу. Стадион је примао 40.000 гледалаца.
| Монтевидео           |
| -------------------- |
| Стадион Парк Переира |
| Капацитет: 40 000    |
|                      |

 Белешка : Стадион Парк переира је био једини где се одржавао фудбалски турнир. У наредним годинама је био преуређиван и прилагођен и за одржавање атлетских такмичења.

## Табела
| Репрезентација | И | Д | Н | И | ДГ | ПГ | ГР  | Бод. |
| -------------- | - | - | - | - | -- | -- | --- | ---- |
| Уругвај        | 3 | 3 | 0 | 0 | 9  | 0  | +9  | 6    |
| Аргентина      | 3 | 2 | 0 | 1 | 5  | 3  | +2  | 4    |
| Бразил         | 3 | 1 | 0 | 2 | 7  | 8  | −1  | 2    |
| Чиле           | 3 | 0 | 0 | 3 | 0  | 10 | −10 | 0    |

## Утакмице
| Уругвај                                   | 4–0 | Чиле |
| ----------------------------------------- | --- | ---- |
| Скароне 20’, 62’ (пен.) · Романо 44’, 75’ |     |      |

| Аргентина                                               | 4–2 | Бразил                       |
| ------------------------------------------------------- | --- | ---------------------------- |
| Каломино 15’ · Оако 56’ (пен.), 58’ (пен.) · Бланко 80’ |     | Неко 8’ · Лагрека 39’ (пен.) |

| Аргентина          | 1–0 | Чиле |
| ------------------ | --- | ---- |
| Гарсија 76’ (а.г.) |     |      |

| Уругвај                                          | 4–0 | Бразил |
| ------------------------------------------------ | --- | ------ |
| Х. Скароне 8’ · Романо 17’, 77’ · К. Скароне 86’ |     |        |

| Бразил                                                   | 5–0 | Чиле |
| -------------------------------------------------------- | --- | ---- |
| Каетано 21’ · Неко 23’ · Домингез 26’, 59’ · Амилкар 41’ |     |      |

| Уругвај     | 1–0 | Аргентина |
| ----------- | --- | --------- |
| Скароне 62’ |     |           |

## Листа стрелаца
4. гола
- Анхел Романо

2. гола
| - Алберто Оако - Харолд | - Пицо - Хектор Скароне |  |

1 гол
| - Антонио Бланко - Педро Каломино | - Амилкар - Каетано | - Силвио Лагрека - Неко |

- Карлос Скароне

Аутогол
- Гарсија (за Аргентину)